# Emmanuel Attipoe
Emmanuel Amoh Attipoe (Acra, Ghana, 22 de junio de 2000) es un futbolista ghanés que juega como lateral derecho y forma parte de la plantilla del C. D. Don Benito de la Segunda Federación.

## Trayectoria
Se formó en la cantera del Liberty Professionals FC y en la temporada 2017-18, jugaría 14 partidos de la Liga Premier de Ghana. 
En verano 2018, llegaría a España para jugar en calidad de cedido en las filas del equipo juvenil "A" del Extremadura Unión Deportiva.
El 8 de junio de 2019, hace su debut con el primer equipo del Extremadura Unión Deportiva en la Segunda División de España, en un encuentro de la jornada 42 frente al RCD Mallorca que acabaría con empate a cero, en el que participaría durante 31 minutos de juego.
En julio de 2019, firmó en propiedad por el club extremeño y formaría parte de la plantilla del Extremadura Unión Deportiva "B" del Grupo XIV de la Tercera División de España.
En la temporada 2020-21, asciende como jugador del primer equipo del Extremadura Unión Deportiva en la Segunda División B de España, con el que disputa 12 partidos de liga y uno de Copa del Rey.
El 10 de enero de 2022, tras la desaparición del Extremadura Unión Deportiva, firma por el Albacete Balompié de la Primera División RFEF por cuatro temporadas y media.
El 11 de junio de 2022, el Albacete Balompié lograría el ascenso a la Segunda División de España, tras vencer en la final de la eliminatoria por el ascenso al Real Club Deportivo de La Coruña por un gol a dos en el Estadio de Riazor. Durante la temporada 2021-22, participaría en 5 partidos de liga con el conjunto extremeño y 16 partidos con el Albacete Balompié.
El 30 de enero de 2023, firma por la U. D. Logroñés de la Primera Federación, cedido por el Albacete Balompié hasta el final de la temporada.
Tras finalizar la temporada abandona el Albacete Balompié quedando libre, más tarde firma por el C. D. Azuaga de la Tercera Federación.
De cara a la temporada 2024-25 ficha por el C. D. Don Benito, de la Segunda Federación.

## Clubes
| Club                            | País   | Año       |
| ------------------------------- | ------ | --------- |
| Liberty Professionals FC        | Ghana  | 2018-2019 |
| Extremadura Unión Deportiva "B" | España | 2019-2020 |
| Extremadura UD                  | España | 2020-2022 |
| Albacete Balompié               | España | 2022-act. |
| U. D. Logroñés (cedido)         | España | 2023      |
| C. D. Azuaga                    | España | 2024      |
| C. D. Don Benito                | España | 2024-act. |